# Fatuhada (Stadtteil)
Fatuhada ist ein Stadtteil der osttimoresischen Landeshauptstadt Dili. Er liegt im Suco Fatuhada (Verwaltungsamt Dom Aleixo, Gemeinde Dili).

## Lage und Einrichtungen
Fatuhada liegt im Südwesten des gleichnamigen Sucos. Die Aldeia Zero II bildet den Westen des Stadtteils Fatuhada. Dessen Osten bildet den Süden der Aldeia Zero IV. Im Süden begrenzt die Avenida Nicolau Lobato den Stadtteil, im Westen die Rua de Ai-Teka, im Norden grob die Rua deRai Molik Laran und im Osten die Rua de Manu Tafui. Südlich liegt der Stadtteil Hudilaran, westlich der Stadtteil Bedik und östlich der Stadtteil Moro.
Im Stadtteil Fatuhada befinden sich der Sitz des Sucos Fatuhada, eine medizinische Station, die Grundschule Fatuhada (Escola Básico Filial EBF) und die QSI International School. Das Hilton Palm Spring Estate im Osten ist eines der höchsten Gebäude Dilis. An der Avenida Nicolau Lobato liegt die Botschaft Australiens.